# Лавандовый раф
«Лава́ндовый раф» — песня российской певицы Мари Краймбрери, выпущенная 21 августа 2022 года в качестве сингла на лейбле Velvet Music. Дата выхода приурочена к 30-летию артистки. Трек посвящён отношениям, которые не прошли проверку временем, но принесли ценный опыт.

## Отзывы критиков
| Оценки критиков       | Оценки критиков       |
| Источник              | Оценка                |
| Русскоязычные издания | Русскоязычные издания |
| --------------------- | --------------------- |
| InterMedia            | 7/10                  |

Алексей Мажаев — рецензент информационного агентства InterMedia, критикуя песню в своей рецензии от 27 августа 2022 года сравнил «Лавандовый раф» с композицией «Без заморочек», вышедшей двумя днями ранее. Тот отметил, что в «Лавандовом рафе» нет эмоциональных перепадов, которые имеются в «Без заморочек». «Сплошная грусть на приятную мелодию», — пишет критик. Баллада была оценена на 7 из 10.

## Список композиций
| №  | Название         | Автор(ы)        | Продюсер        | Длительность |
| -- | ---------------- | --------------- | --------------- | ------------ |
| 1. | «Лавандовый раф» | Мари Краймбрери | Мари Краймбрери | 2:50         |

## История релиза
| Регион | Дата            | Формат                     | Версия      | Лейбл        |
| ------ | --------------- | -------------------------- | ----------- | ------------ |
| UTC+3  | 21 августа 2022 | Цифровая загрузка стриминг | Стандартная | Velvet Music |
| Мир    | 22 августа 2022 | Цифровая загрузка стриминг | Стандартная | Velvet Music |
| Мир    | 24 августа 2022 | Радиоротация               | Стандартная | Velvet Music |